# (12272) Geddylee
(12272) Geddylee ist ein Asteroid des Hauptgürtels, der am 22. September 1990 vom US-amerikanischen Astronomen Brian P. Roman am Palomar-Observatorium (IAU-Code 675) in Kalifornien entdeckt wurde.
Der Asteroid ist nach dem kanadischen Bassisten, Keyboarder und Sänger Geddy Lee (* 1953) der Rockband Rush benannt, der zusammen mit seinen Bandkollegen Alex Lifeson und Neil Peart 1996 als erste Rockmusiker zum Officer des Order of Canada ernannt wurde.